# Jean Théophane Vénard Ven
Gioan Thêôphanê Vênađô (tiếng Pháp: Jean Théophane Vénard), đương thời được gọi là cố Ven, là một thánh Công giáo Rôma. Ông sinh ra ở Saint-Loup-sur-Thouet gần Poitiers nước Pháp năm 1829, bị chém đầu vào ngày 2 tháng 2 năm 1861 ở Hà Nội, Bắc Kỳ khi đang là một nhà truyền giáo ở xứ sở này. Ông được phong thánh năm 1988 trong số 117 Thánh Tử Đạo Việt Nam, lễ kính nhớ ngày 2 tháng 2.
Vénard là con trai của một thầy giáo, theo học tại trường trung học Doué-la-Fontaine, sống trong tiểu chủng viện Montmarillon và sau đó là chủng viện của Hội Thừa sai Paris. Vénard chịu chức linh mục ngày 5 tháng 6 năm 1852 và đến vùng Viễn Đông ngày 19 tháng 9 cùng năm đó. Sống 5 tháng ở Hồng Kông, trong thời gian này, ông đã học các ngôn ngữ bản địa. Sau đó, ông được phái đi trong đoàn truyền giáo ở Tây Đàng Ngoài, nơi mà các tín hữu Công giáo vừa mới trải qua một cuộc bách hại vì đức tin. Khi ông đến nơi cũng là thời điểm có một sắc lệnh do Tự Đức ban ra nhằm chống lại các tín hữu Công giáo. Các giám mục và linh mục tại đây phải trú ẩn trong những hang động hay trong rừng. Tuy hoàn cảnh không thuận lợi nhưng nhà truyền giáo này vẫn tiếp tục hoạt động tại nhà của mình về ban đêm. Ông bị tố cáo và bị bắt ngày 30 tháng 10 năm 1860.
Tới kỳ hạn xét xử, ông đã không chịu bỏ đạo nên bị kết án tử hình với hình thức chém đầu và bị nhốt trong một cái lồng cho đến ngày hành quyết. Ngày 2 tháng 2 năm 1861, ông viết thư cho gia đình mình, những lá thư này thể hiện sự vui mừng và sung sướng khi được chấp nhận tử đạo. Khi quan quân nói rằng: "Hãy đạp lên cây thập giá thì sẽ thoát chết", Vénard trả lời rằng:
| “                           | Tôi đã suốt đời thuyết giảng về đạo Thập giá, sao tôi làm như thế được? Tôi thiết nghĩ sự sống đời này đâu quá quý đến độ tôi phải mua bằng cái giá bội giáo. | ” |
| — Jean Théophane Vénard Ven | |   |

Linh mục Vénard thụ bản án 'trảm quyết, bêu đầu 3 ngày rồi thả trôi sông'. Thi hài ông được giáo xứ Đồng Trì chôn cất, trước khi được đưa về hầm mộ của Hội Thừa sai Paris năm 1865. Riêng thủ cấp của ông được tìm thấy ngày 15 tháng 2, đưa về cho 2 giám mục Jeantet và Theurel đang ẩn trú tại xứ Từ Châu (Kẻ Trừ) và được lưu giữ tại đây cho tới nay. Ông được phong chân phước ngày 2 tháng 5 năm 1909 cùng với 33 người tử đạo khác ở Extrême-Orient.
Giáo hoàng Gioan Phaolô II đã phong thánh cho ông vào năm 1988 cùng với các vị tử đạo khác ở Việt Nam.

## Sách tham khảo
- Herbert, Théophane Vénard (London);
- Walsh, A Modern Martyr; Thoughts from Modern Martyrs; The Field Afar; Vie et Correspondence de J. Théophane Vénard (Poitiers, 1865);
- Le Bienheureux Théophane Vénard (Paris, 1911);
- Lettres Choisis du Bienheureux Théophane Vénard (Paris, 1909);
- Cattaneo, Un Martire Moderno (Milan, 1910);
- F. Trochu, Le Bienheureux Théophane Vénard. Ouvrage couronné par l' Académie française. Lyon, Paris, Édit. E. Vitte, [1929].